# Silversystrar
Silversystrar är en hiphop- och soulmusik-grupp bestående av jazz- och soul-sångerskan Meldeah (Miah Jarnevi) och rapparen Fröken B (Ulrika Broberg). Tillsammans gör de poetisk musik med lyrik som ofta är tagen från vardagen.
De har släppt låten "Under samma sol" tillsammans med Erikshjälpen i samband med att barnkonventionen firade 20 år. De har även varit en del av Solrosens samlingsskiva Sånger från in- och utsidan. 

## Diskografi
- 2006 – Tala är silver, tiga är bull (CD/EP)
- 2007 – Skitiga stämband, såriga sneaks (CD/EP)
- 2009 – 2006 mixtape 2008 (CD/Mixtape)
- 2009 – Under samma sol (MP3/Singel)
- 2010 – Toppen utav pallen (MP3/Singel)
- 2010 – Swagger (MP3/Singel)
- 2011 – Mellan Rim Och Rådlöshet (Album)